# Kum-Kum, el niño cavernícola
Kum-Kum, el niño cavernícola (わんぱく大昔クムクム Wanpaku Omukashi Kumu Kumu) es una serie de televisión animada japonesa que consta de 26 episodios.  La serie fue uno de los primeros anime producidos por el estudio de animación Sunrise Inc. con coproducción de SOUEI-SHYA. La dirección estuvo a cargo de Rin Taro, mientras que la trama y los personajes fueron creados por Yoshikazu Yasuhiko. Los capítulos se emitieron por primera vez en el canal TBS (Tokyo Broadcasting System) entre el 3 de octubre de 1975 y el 26 de marzo de 1976 con una duración aproximada de 25 minutos. Después del sexto episodio, el nombre de la serie fue cambiado a Kum-Kum.
La caricatura japonesa fue adaptada como manga en diciembre de 1975, escrito e ilustrado por Takemaru Nagata, y serializado en Terebi Magajin (Revista de TV.) de Kodansha bajo el nombre de "Kum-Kum". Una adaptación de la tira cómica de la serie también apareció periódicamente en Mainichi Shimbun en la ciudad de Osaka.

## Trama
La serie narra las aventuras de Kum-Kum, un niño travieso en el tiempo que las personas vivían en las cavernas, quien junto con sus amigos a medida que crecen, hace travesuras que sorprenden a los visitantes ocasionales de su pueblo. Estas chiquilladas casi siempre terminan con Kum-Kum siendo castigado por su severo padre, Brazo Fuerte, quien es a su vez el jefe tribal de la aldea. Por lo general termina castigando a su hijo encerrándolo en una caverna.
Él y su familia pertenecían a una aldea llamada la Tribu de la Montaña. La tribu se asentaba a los pies de un volcán activo al que denominaban como la Montaña de Fuego, lugar donde se ganaban la vida cazando y cultivando en las colinas aledañas. Allí Kum-Kum y la gente de su aldea tratan de vivir en armonía con las personas y la naturaleza.
En los ratos libres que Kum-Kum no asistía a la escuela con sus amigos aprovechaba de jugar o aprender explorando la naturaleza o los otros pueblos de alrededor. El personaje de Kum-Kum está libremente basado en el cómic de 1951 "Dennis the Menace".
Uno de los aspectos a notar del dibujo animado japonés es el que no se preocupara en tratar asuntos muy transcendentales como la muerte, como fue mostrado en uno de los episodios. Esta situación se debería a la propia cultura oriental que ve de manera diferente este aspecto, a diferencia de la occidental, donde determinados asuntos están prácticamente prohibidos mencionarlos a los niños.

## Personajes
Kum-Kum
(doblado originalmente en Japón por Kazue Tagami) es el personaje principal, un niño travieso y amable.
Mariposa
(doblado originalmente en Japón por Teruko Akiyama), la novia de Kum-Kum, cuyo padre falleció.
Pequeña Roca 
(doblado originalmente en Japón por Yoshiko Ota) uno de los mejores amigos de Kum-Kum. Vive solo con su madre y su hermano mayor, habiendo perdido a su padre a muy temprana edad.
Bumbble
(doblado originalmente en Japón por Kōko Kagawa), el niño tímido del grupo de amigos de Kum-Kum.
Flor Salvaje 
(doblado originalmente en Japón por Yōko Asagami) es la hermana adolescente de Kum-Kum.
Brazo Fuerte
(doblado originalmente en Japón por Kōsei Tomita), el malhumorado padre de Kum-Kum y jefe de la Tribu de la Montaña.
Maru-Maru
(doblado originalmente en Japón por Mitsuko Tobome) es la dulce madre de Kum-Kum.
Tum-Tum 
(doblado originalmente en Japón por Sachiko Chijimatsu) es el hermano menor de Kum-Kum.
Jumbo
(doblado originalmente en Japón por Toru Nishio es el hermano mayor de Pequeña Roca, siempre está observando el horizonte desde arriba de un árbol.
Viejo sabio 
(doblado originalmente en Japón por Ryūji Saikachi) es el sabio anciano del pueblo, vive en cueva rodeado de libros escritos en piedra.
Roman
(doblado originalmente en Japón por Ryūsei Nakao) el hijo de Viejo sabio. Después de discutir con su padre, dejó su hogar durante dos años viajando por el mundo, finalmente se casa con Flor Salvaje.
Ojos Negros
(doblado originalmente en Japón por Naoko Kyoda) Adivina del pueblo y siempre tiene presagios de fatalidad. Los adultos realmente creen en sus pronósticos, pero no los niños, que les encanta burlarse de ella.
Saurio
Es un dinosaurio que vive en un estanque cerca del pueblo y al cual Kum Kum y sus amigos van a veces a visitar.

## Lista de episodios
La serie contó con un total de 26 capítulos de una duración aproximada de 25 minutos cada uno.
| #  | Título en castellano                                                  | Fecha de estreno        |
| -- | --------------------------------------------------------------------- | ----------------------- |
| 01 | «Persiguiendo las nubes (según emisión de tv) moscaconlentes clásico» | 3 de octubre de 1975    |
| 02 | «El Huevo del Avestruz»                                               | 10 de octubre de 1975   |
| 03 | «La Gente del Mar»                                                    | 17 de octubre de 1975   |
| 04 | «El pez arcoíris»                                                     | 24 de octubre de 1975   |
| 05 | «Roman vuelve»                                                        | 31 de octubre de 1975   |
| 06 | «Cenizas del Cielo»                                                   | 7 de noviembre de 1975  |
| 07 | «El conejo»                                                           | 14 de noviembre de 1975 |
| 08 | «El reloj de sol»                                                     | 21 de noviembre de 1975 |
| 09 | «El collar»                                                           | 28 de noviembre de 1975 |
| 10 | «La búsqueda de un estudiante»                                        | 5 de diciembre de 1975  |
| 11 | «Saurus el cobarde»                                                   | 12 de diciembre de 1975 |
| 12 | «La nieve que vuela»                                                  | 19 de diciembre de 1975 |
| 13 | «Grotto el mago»                                                      | 26 de diciembre de 1975 |
| 14 | «El pequeño Poppa»                                                    | 2 de enero de 1976      |
| 15 | «El colmillo del elefante»                                            | 9 de enero de 1976      |
| 16 | «Adiós para siempre»                                                  | 16 de enero de 1976     |
| 17 | «Saurio desaparece»                                                   | 23 de enero de 1976     |
| 18 | «El Cazador de osos»                                                  | 30 de enero de 1976     |
| 19 | «La prueba»                                                           | 6 de febrero de 1976    |
| 20 | «El monstruo»                                                         | 13 de febrero de 1976   |
| 21 | «Los Cheeky Squeakies declaran la guerra»                             | 20 de febrero de 1976   |
| 22 | «El switch»                                                           | 27 de febrero de 1976   |
| 23 | «Los tres cuervos negros»                                             | 5 de marzo de 1976      |
| 24 | «Mamá Ojos Negros (según emisión de tv) moscaconlentes clásico»       | 12 de marzo de 1976     |
| 25 | «La decepción (según emisión de tv) moscaconlentes clásico»           | 19 de marzo de 1976     |
| 26 | «La boda»                                                             | 26 de marzo de 1976     |

## Banda sonora

### Tema inicial
KUMU KUMU no uta (título original en japonés) tema compuesto por Horie Mitsuko.

### Tema de cierre
Saurus-kun (título original en japonés) tema compuesto por Horie Mitsuko. 

## En la cultura popular
El conocido exfutbolista y seleccionado argentino Sergio Agüero es apodado El Kun debido a su parecido con el protagonista del anime.